# Pleuretra bovicornis
Pleuretra bovicornis är en hjuldjursart som beskrevs av Bartos 1963. Pleuretra bovicornis ingår i släktet Pleuretra och familjen Philodinidae. Inga underarter finns listade i Catalogue of Life.